# Мелба
Мелба — летний сорт яблони, выведенный в Канаде в 1898 году из семян сорта Мекинтош, полученных от свободного опыления. Назван в честь австралийской певицы Нелли Мелбы (1861—1931).
Возраст плодоношения — 4-5 лет, на карликовых подвоях деревья начинают плодоносить на третий год после посадки.
Дерево средней высоты, с кроной округлой формы, умеренно зимостойкое. Скороплодные, средний урожай с дерева — 150—200 кг. Недостатком этого сорта является слабая устойчивость к грибковым заболеваниям. Недостаточно устойчиво к парше. Сорт склонен к периодичности плодоношения.
Плоды средние (110—130 г) округлые и сплющено-конические, зеленовато-жёлтые, с интенсивным размыто-полосатым, красным румянцем и сизым налётом. Мякоть белая, очень сочная и нежная, отличного кисловато-сладкого вкуса с конфетным вкусом. Время созревания — вторая декада августа. Плоды после сбора хранятся в оптимальных условиях 2-3 недели.